# Шумерограма

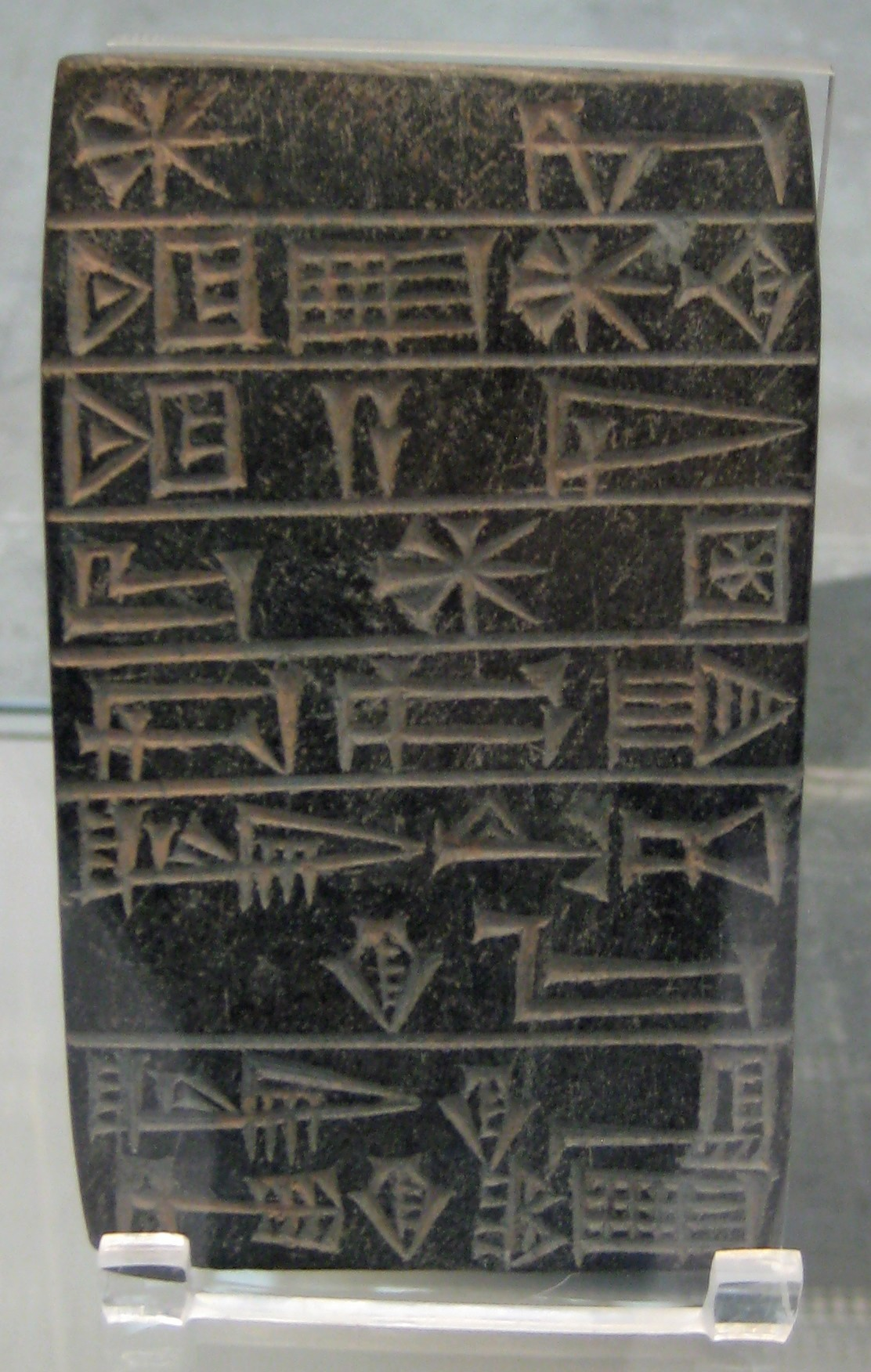
Клинописна табличка на заснування (закладалася в основу фундаменту) храму богині Іштар в місті Урук із шумерограмою (LUGAL) у значенні «король».

Шумерограма — термін на позначення використання клинописного знаку (або групи знаків) шумерської мови у якості ідеограми чи логограми в інших мовах, наприклад в аккадській, еблаїтській, угаритській та хетській. Шумерограми з'являлися у більшості клинописних мов, як результат адаптації шумерського клинопису до інших мов, і для кожної мови мали свої характерні риси як у вимові, так і у використанні.

## Історична довідка

Шумерограма AN на позначення неба.

Наприкінці третього ранньодинастичного періоду на території Межиріччя постала нова аккадська держава на чолі із Саргоном Аккадським. Аккадці, які були семітським племенем і на той час осіли в деяких шумерських містах, завойовали більшість шумерських територій і взяли їх під свій адміністративний контроль. Під час правління Саргона аккадська мова стає новою офіційною мовою, нею пишуть офіційні документи та релігійні тексти. Проте в аккадської мови не було своєї писемності, тому її створюють на основі шумерського клинопису. Не зважаючи на просування аккадської мови, шумерська залишалася панівною і більшість писарів вчили аккадську вже як другу мову, що призводило до великої кількості помилок і появи шумерограм. Вони не тільки полегшували написання, а й з часом стали індикатором освіченості, а сама шумерська мова ще довго залишалася мовою науки та освіти.

## Загальна характеристика
У сучасній ассирології, під час транслітерації шумерограм, їх прийнято позначати великими латинськими літерами, відповідно до їх шумерської вимови. Наприклад, шумерограма 𒀭 (шум. ān, досл. «небо»), що використовується в аккадському слові 𒀭𒌑 (аккад. šamû, досл. «небеса»), при транслітерації позначатимуть як AN.
Зазвичай шумерограми не читалися, а використовувалися як детермінативи, тобто позначали певну категорію слова. Наприклад, шумерограма 𒁹 (шум. diš, досл. «один») в хетській мові позначала, що наступне слово – чоловіче ім'я.
Якщо шумерограми читалися (не позначали категорію, а радше значення), то вони читалися не шумерською, а мали своє прочитання в кожній із мов. Із часом, шумерограми могли використовуватися на позначення деяких складів, які не відповідали їх початковим прочитанням. Наприклад, знак 𒀖 (шум. ab, досл. «корова») візуально нагадував морду корови, тому почав позначати склад līt, бо в аккадській мові корова була lītum.

## Приклади
| 𒈗                     | 𒉿𒀀𒄠  | 𒅖𒆪𒉆     |
| --------------------- | ---- | ------- |
| šarrum                | piam | iškunam |
| король дав мені наказ |      |         |

Так як 𒈗 – це шумерограма на позначення короля, аккадець впізнав би її та прочитав як šarrum, але в транслітерації її можуть записати як LUGAL.